# STS-41-G
STS-41-G — космічний політ БТКК «Челленджер» за програмою «Спейс Шаттл». Тринадцятий політ програми і шостий політ Челленджера. Запуск відбувся 5 жовтня 1984 року, приземлення в космічному центрі імені Кеннеді — 13 жовтня. Перший політ з сімома членами екіпажу і перший з двома жінками в екіпажі.
Це був третій політ, у якому використовувалася камера IMAX. Зняті кадри увійшли у фільм The Dream is Alive.

## Екіпаж
- Роберт Кріппен (4)[1] — командир.
- Джон Ендрю Макбрайд[en] (1) — пілот.

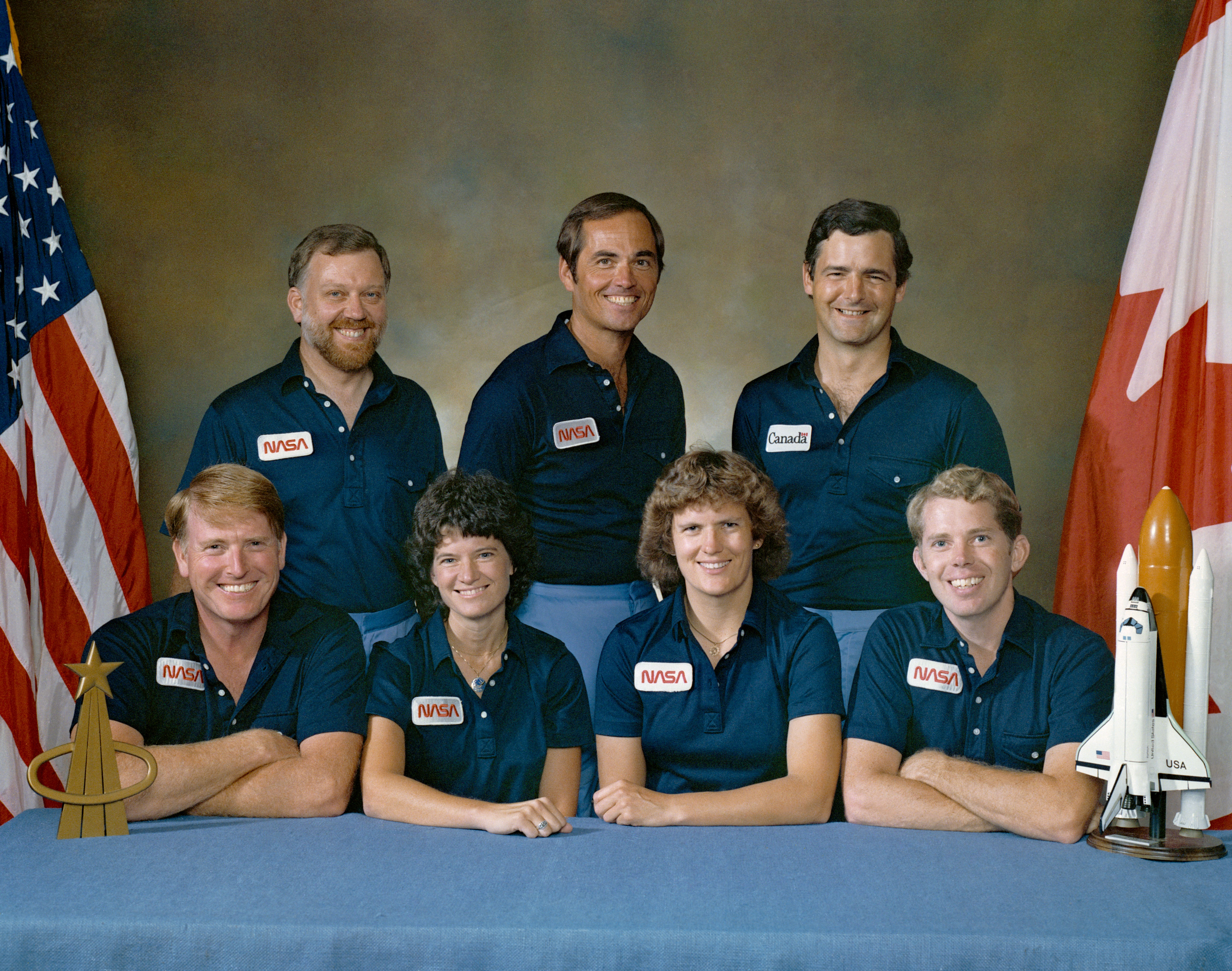
Внизу зліва-направо, — астронавти: Джон Макбрайд; Саллі Райд, Кетрін Салліван і Девід Лістма. Нагорі, також зліва-направо: Пол Скаллі-Пауер, Роберт Кріппен (командир екіпажу) і Марк Гарно

- Кетрін Дуайер Салліван (1) — фахівець за програмою польоту 1.
- Саллі Райд (2) — фахівець за програмою польоту 2.
- Девід Корнел Лістма[en] (1) — фахівець за програмою польоту 3.
- Марк Гарно(1) — фахівець з корисного навантаження 1.
- Пол Дезмонд Скаллі-Пауер[en] (1) — фахівець з корисного навантаження 2.
  -  Роберт Брент Терск — резервний фахівець з корисного навантаження (не літав).

Перший у світі екіпаж з 7 осіб і вперше дві жінки на одному борту. Салліван до того ж перша американка, що вийшла у відкритий космос.

## Параметри місії
- Маса:
  - під час зльоту: 110 120 кг
  - під час посадки: 91 746 кг
  - корисне навантаження: 10 643 кг

### Виходи у відкритий космос

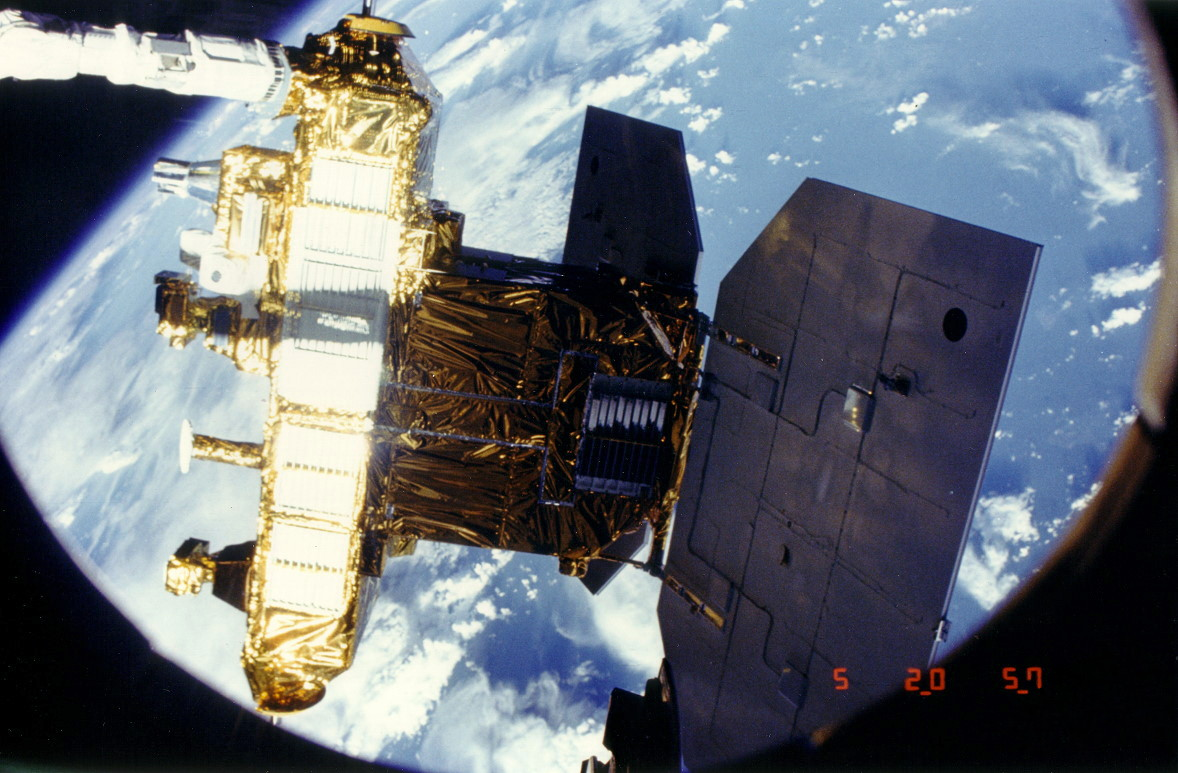
«ERBS»

- Вихід 1 —  Лістма та Салліван
- Початок: 11 жовтня 1984 року
- Кінець: 11 жовтня 1984 року
- Тривалість: 3 години 29 хвилин